# Столпер, Александр Борисович
Алекса́ндр Бори́сович Сто́лпер (30 июля (12 августа) 1907, Двинск, Витебская губерния, Российская империя — 12 января 1979, Москва, СССР) — советский кинорежиссёр, сценарист, педагог. Народный артист СССР (1977). Лауреат двух Сталинских премий (1949, 1951).

## Биография
Родился 30 июля (12 августа) 1907 года в Двинске, в семье Бера Моисеевича (Берки Мовшевича) Столпера (1875—?), уроженца Режицы.
С 1923 года работал в «Крестьянской газете», газете «Московская деревня».
В 1923—1925 годах учился в Государственной школе кинематографии (ныне ВГИК), в учебной киномастерской Л. В. Кулешова, в 1925—1927 — на актёрском факультете мастерской Пролеткульта, работал в сценарной мастерской киностудии «Межрабпомфильм».
С 1927 года — режиссёр и сценарист киностудии «Союзкино» (ныне «Мосфильм»).
Автор и соавтор ряда сценариев.
В 1938 году окончил режиссёрский факультет ВГИКа (мастерская С. М. Эйзенштейна). 
С 1964 года — педагог ВГИКа, профессор кафедры режиссуры (1971).
Читал лекции слушателям Высших курсах сценаристов и режиссёров, 1969—1970 гг. был председателем Совета режиссёрского отделение ВКСР.
Член СК СССР.
Умер 12 января 1979 года (по другим источникам — 11 января) в Москве. Похоронен на Введенском кладбище (18 уч.).

## Семья
1-й брак: Александра Петровна Орлова, фотохудожник. Внук — Петр Гарриевич Орлов, театральный режиссер.
2-й брак: Люция Людвиковна Охрименко, режиссер. 

## Награды и звания
- Заслуженный деятель искусств РСФСР (1964)
- Народный артист РСФСР (1969)
- Народный артист СССР (1977)
- Сталинская премия первой степени (1951) — за фильм «Далеко от Москвы» (1950)
- Сталинская премия второй степени (1949) — за фильм «Повесть о настоящем человеке» (1948)[7]
- Государственная премия РСФСР имени братьев Васильевых (1966) — за фильм «Живые и мёртвые» (1963)
- Всесоюзный кинофестиваль (1964 — Главный приз по разделу художественных фильмов, приз Министерства обороны СССР, фильм «Живые и мёртвые»)
- МКФ в Акапулько (1964 — Диплом отличия на «Фестивале фестивалей», Премия «за чрезвычайный показ героических качеств народа в годы великих испытаний», фильм «Живые и мёртвые»)
- МКФ в Карловых Варах (1964 — Главная премия, фильм «Живые и мёртвые»)
- Два ордена Трудового Красного Знамени (в т.ч. 1950[8])
- Орден «Знак Почёта» (1944)
- Медаль «За доблестный труд в Великой Отечественной войне 1941—1945 гг.»
- Медаль «За доблестный труд. В ознаменование 100-летия со дня рождения Владимира Ильича Ленина»
- Медаль «В память 800-летия Москвы»

## Воспоминания современников
К. М. Симонов, Разные дни войны. Дневник писателя, т.2. 1942-1945 годы:
Начальница аптеки была крошечная смешная девчушка с острым носиком, маленькими блестящими глазками и такой пулеметной скороговоркой, что из всех встреченных мною пока в жизни людей соперничать с ней в этом мог бы, пожалуй, только один – режиссер Столпер.

## Фильмография

### Режиссёрские работы
- 1930 — Простая история (короткометражный)
- 1934 — Четыре визита Самюэля Вульфа
- 1940 — Закон жизни (совместно с Б. Г. Ивановым)
- 1942 — Парень из нашего города (совместно с Б. Г. Ивановым и А. Л. Птушко)
- 1943 — Жди меня (совместно с Б. Г. Ивановым)
- 1944 — Дни и ночи
- 1946 — Наше сердце
- 1948 — Повесть о настоящем человеке
- 1950 — Далеко от Москвы
- 1955 — Дорога
- 1957 — Неповторимая весна
- 1958 — Трудное счастье
- 1963 — Живые и мёртвые
- 1967 — Возмездие
- 1972 — Четвёртый
- 1977 — Отклонение — ноль

### Сценарные работы
- 1930 — Простая история
- 1931 — Путёвка в жизнь (совместно с Н. В. Экком и Р. В. Янушкевич)
- 1942 — Неуловимый Ян (совместно с О. Зив)
- 1942 — Парень из нашего города (совместно с К. М. Симоновым)
- 1943 — Жди меня (в титрах не указан)
- 1963 — Живые и мёртвые
- 1967 — Возмездие
- 1968 — Последний угон (совместно с Б. Ц. Халзановым)
- 1972 — Четвёртый
- 1977 — Отклонение — ноль (совместно с А. М. Маркушей)